# Арифметика

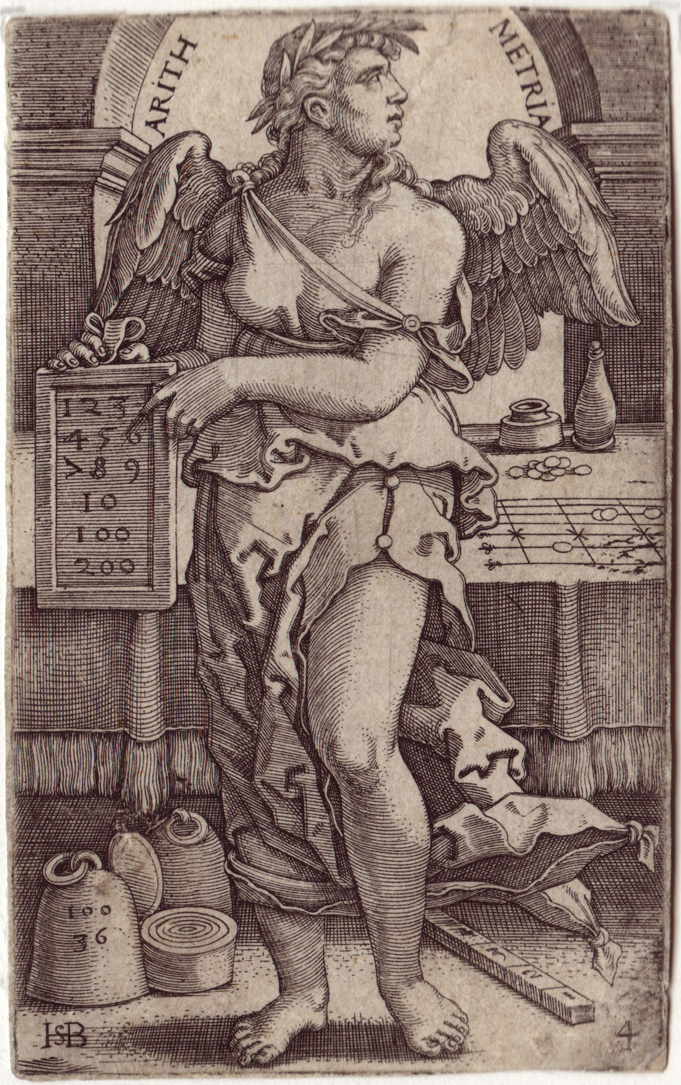
Арифметика
Ханс Зебальд Бехам, XVI век

Арифме́тика (др.-греч. ἀριθμητική, arithmētikḗ — от ἀριθμός, arithmós «число») — раздел математики, изучающий числа, их отношения и свойства. Предметом арифметики является понятие числа (натуральные, целые, рациональные, вещественные, комплексные числа) и его свойства. В арифметике рассматриваются измерения, вычислительные операции (сложение, вычитание, умножение, деление) и приёмы вычислений. Изучением свойств отдельных целых чисел занимается высшая арифметика, или теория чисел. Теоретическая арифметика уделяет внимание определению и анализу понятия числа, в то время как формальная арифметика оперирует логическими построениями предикатов и аксиом. Арифметика является древнейшей и одной из основных математических наук; она тесно связана с алгеброй, геометрией и теорией чисел.
Причиной возникновения арифметики стала практическая потребность в счёте и вычислениях, связанных с задачами учёта при централизации сельского хозяйства. Наука развивалась вместе с усложнением задач, требующих решения. Большой вклад в развитие арифметики внесли греческие математики — в частности, философы-пифагорейцы, пытавшиеся с помощью чисел постичь и описать все закономерности мира.
В Средние века арифметику относили, вслед за неоплатониками, к числу так называемых семи свободных искусств. Основными областями практического применения арифметики тогда были торговля, навигация, строительство. В связи с этим особое значение получили приближённые вычисления иррациональных чисел, необходимые, в первую очередь, для геометрических построений. Особенно бурно арифметика развивалась в Индии и странах ислама, откуда новейшие достижения математической мысли проникли в Западную Европу; Россия знакомилась с математическими знаниями «и от греков, и от латин».
С наступлением Нового времени мореходная астрономия, механика, усложнившиеся коммерческие расчёты выдвинули новые требования к технике вычислений и дали толчок к дальнейшему развитию арифметики. В начале XVII века Непер изобрёл логарифмы, а затем Ферма выделил теорию чисел в самостоятельный раздел арифметики. К концу века сформировалось представление об иррациональном числе как о последовательности рациональных приближений, а в течение следующего столетия благодаря трудам Ламберта, Эйлера, Гаусса арифметика включила в себя операции с комплексными величинами, приобретя современный вид.
Последующая история арифметики ознаменована критическим пересмотром её основ, попытками дедуктивного её обоснования. Теоретические обоснования представления о числе связаны, в первую очередь, со строгим определением натурального числа и аксиомами Пеано, сформулированными в 1889 году. Непротиворечивость формального построения арифметики была показана Генценом в 1936 году.
Основам арифметики издавна и неизменно уделяется большое внимание в начальном школьном образовании.

## Предмет арифметики

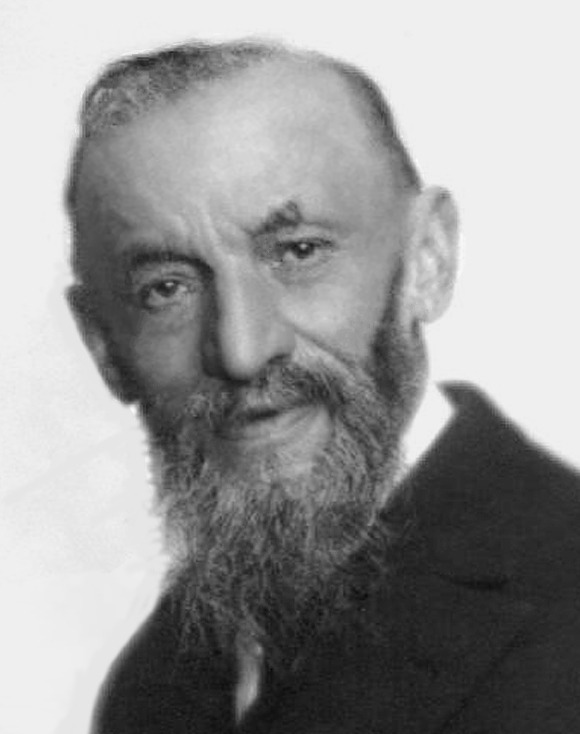
Джузеппе Пеано в 1889 году сформулировал аксиомы натуральных чисел

Предметом арифметики являются числовые множества, свойства чисел и действия над числами. К ней также относят вопросы, связанные с техникой счёта, измерениями, происхождением и развитием понятия числа. Арифметика изучает, в первую очередь, натуральные числа и дроби. На основе аксиоматической структуры множества натуральных чисел осуществляется построение других числовых множеств, включая целые, действительные и комплексные числа, проводится их анализ. Иногда в рамках арифметики рассматривают также кватернионы и другие гиперкомплексные числа. Вместе с тем, из теоремы Фробениуса следует, что расширение понятия числа за пределы комплексной плоскости без потери каких-либо его арифметических свойств невозможно.
К основным действиям над числами относят сложение, вычитание, умножение и деление, реже — возведение в степень, извлечение корня и решение численных уравнений. Исторически список арифметических действий также включал собственно счёт, удвоение (помимо умножения), деление на два и деление с остатком (помимо деления), поиск суммы арифметической и геометрической прогрессий. Джон Непер в своей книге «Логистическое искусство» разделил арифметические действия по ступеням: на низшей ступени находятся сложение и вычитание, на следующей — умножение и деление, далее — возведение в степень и извлечение корней. Известный методист И. В. Арнольд к операциям третьей ступени относил также логарифмирование. Традиционно арифметикой называют выполнение операций над различными объектами, как то: «арифметика квадратичных форм», «арифметика матриц».
Собственно математические расчёты и измерения, необходимые для практических нужд (пропорции, проценты, тройное правило), относят к низшей, или практической арифметике, в то время как логический анализ понятия числа относят к теоретической арифметике. Свойства целых чисел, деление их на части, построение непрерывных дробей являются составной частью теории чисел, которую долгое время считали высшей арифметикой. Арифметика также тесно связана с алгеброй, которая изучает собственно операции без учёта особенностей и свойств чисел. Такие арифметические действия, как возведение в степень и извлечение корней, являются технической частью алгебры. В этой связи, вслед за Ньютоном и Гауссом, алгебру принято считать обобщением арифметики. Вообще говоря, чётких границ между арифметикой, элементарной алгеброй и теорией чисел не существует. В БСЭ сказано: «Алгебра изучает, пользуясь буквенными обозначениями, общие свойства числовых систем и общие методы решения задач при помощи уравнений; арифметика занимается приёмами вычислений с конкретно заданными числами, а в своих более высоких областях (см. Чисел теория) — более тонкими индивидуальными свойствами чисел».
Как и прочие академические дисциплины, арифметика сталкивается с принципиальными методологическими проблемами; для неё необходимо исследование вопросов непротиворечивости и полноты аксиом. Логическими построениями формальной системы предикатов и аксиом арифметики занимается формальная арифметика.

## Простейшие понятия

### Порядковый счёт, натуральные числа

Одно яблоко, два яблока, три яблока. Натуральные числа

Простейшим арифметическим понятием является порядковый счёт. Объектом счёта служат различные элементы или их множества, например, яблоки и корзины яблок. С помощью порядкового счёта можно пронумеровать элементы и обозначить их общее количество.
Порядковый счёт связан со счётом группами, содержащими определённое равное количество элементов — например, счёт десятками яблок. Обычно это пальцы на двух руках (основание равно {\displaystyle 10}), но в исторических источниках встречаются группировки по {\displaystyle 5,11,12,20,40,60,80}. Количество элементов в группе служит основанием для системы счисления.
Числовой ряд, получаемый при счёте, называют натуральным, а его элементы — натуральными числами. Понятие натурального ряда впервые появилось в работах греческого математика Никомаха в I веке н. э., а натурального числа — у римского автора Боэция в конце V — начале VI века. Всеобщее употребление термина начинается с работ Д’Аламбера в XVIII веке. Архимед в своей работе «Псаммит» указал, что числовой ряд можно продолжать неограниченно, но вместе с тем заметил, что для реальных задач достаточно небольшого отрезка. Деление натуральных чисел на чётные и нечётные приписывают пифагорейцам, оно также присутствует в египетском папирусе Ринда. Пифагорейцы также определили простые и составные числа.

### Сложение, умножение, возведение в степень

Для натуральных чисел естественным образом определены операции сложения и умножения. При объединении двух наборов, содержащих некоторое количество предметов, новый набор будет иметь столько предметов, сколько было в первых двух наборах вместе. Если первый набор содержал {\displaystyle 3} предмета, а второй — {\displaystyle 2} предмета, то их сумма будет содержать {\displaystyle 3+2=5} предметов. Указанное действие носит название сложения и является простейшей бинарной операцией. Для проверки корректности суммы таблицу сложения знать не обязательно, достаточно пересчитать предметы.
Многократное сложение элементов нескольких одинаковых множеств не зависит от порядка этих множеств, что позволило определить другую бинарную операцию — умножение. Помимо умножения, в древности существовало отдельное арифметическое действие — удвоение, или умножение на два.
По аналогии с определением умножения через сложение, многократное умножение позволяет определить операцию возведения в степень.

#### Основные законы арифметики

Переместительный закон умножения

Про свойства этих операций сформулированы пять законов, которые считаются основными законами арифметики:
- Коммутативность: переместительный закон сложения гласит, что от перемены мест слагаемых сумма не меняется. Аналогичный закон известен и для умножения, но он, конечно, говорит о множителях и произведении. Эти законы можно выразить в алгебраической форме с помощью буквенных обозначений:

{\displaystyle a+b=b+a}
{\displaystyle a\cdot b=b\cdot a}
- Ассоциативность: сочетательный закон сложения гласит, что складывая несколько слагаемых, можно группировать их в любом порядке. Аналогичный закон для умножения говорит о перемножении множителей. Эти законы также можно выразить в алгебраической форме:

{\displaystyle (a+b)+c=a+(b+c)}
{\displaystyle (a\cdot b)\cdot c=a\cdot (b\cdot c)}
- Дистрибутивность: распределительный закон гласит: чтобы умножить сумму на число, можно умножить каждое слагаемое на это число и потом сложить полученные произведения. В алгебраической форме:

{\displaystyle (a+b)\cdot c=a\cdot c+b\cdot c}
Помимо основных законов арифметики, для натуральных чисел выполняются также законы монотонности сложения и умножения, в алгебраической форме записываемые так:
{\displaystyle a+b>a+c} при {\displaystyle b>c};
{\displaystyle a\cdot b>a\cdot c} при {\displaystyle b>c} и {\displaystyle a>0}.
Термин «коммутативный» для переместительного закона ввёл в 1814 году французский математик Сервуа. Термин «ассоциативный» для сочетательного закона ввёл в 1853 году Гамильтон.
Пуанкаре рассматривал все арифметические операции и законы с точки зрения интуиции. Утверждая, что законы очевидным образом выполняются для малых чисел, и используя правило индукции, можно прийти к выводу, что они выполняются для всех чисел. При другом подходе интуитивно выполнимыми считаются не все, а только простейшие законы, в то время как дальнейшее доказательство связано с логическими построениями. Очевидными принимались переместительный и сочетательный законы. Распределительный, или дистрибутивный закон в своих «Началах» доказывал ещё Евклид, используя геометрический метод.
Операция возведения в степень уже не коммутативна и не ассоциативна, у неё свои правила. Основные правила выполнения этой операции при положительных степенях очевидным образом следуют из её определения. В алгебраической форме они могут быть записаны следующим образом:
- Дистрибутивность — распределительный закон для операции возведения в степень:

{\displaystyle a^{n+m}=a^{n}a^{m}}
- он же, в случае вычитания, приобретает форму дроби:

{\displaystyle a^{n-m}={a^{n} \over {a^{m}}},\quad n>m}
- Повторное возведение в степень раскрывается как перемножение степеней:

{\displaystyle \left(a^{n}\right)^{m}=a^{nm}}.

### Обратные операции
У всех операций арифметики есть обратные: у сложения — вычитание, у умножения — деление, у возведения в степень — арифметический корень и логарифм. То, что у сложения и умножения по одной обратной операции, несмотря на их бинарность, объясняется их коммутативностью.

#### Вычитание: отрицательные числа

Вычитание — это операция, обратная сложению: разностью двух чисел {\displaystyle 5} и {\displaystyle 2} является {\displaystyle x} из уравнения {\displaystyle 2+x=5}. Обозначается операция вычитания знаком «−» и записывается в виде {\displaystyle 5-2=3}. Для выполнения операции применяли два приёма: отсчитывание от уменьшаемого числа единиц вычитаемого или подбор такого числа, прибавление которого к вычитаемому давало бы уменьшаемое.
Операция вычитания, если её применять ко всем парам натуральных чисел, а не только к таким, которые могли бы быть суммой и слагаемым в рамках операции сложения, позволяет выйти за пределы натурального ряда, то есть разность двух натуральных чисел не обязательно является натуральным числом — в результате вычитания может получиться ноль или вовсе отрицательное число. Отрицательные числа уже невозможно рассматривать как количество предметов, на числовой оси они расположены левее ноля. Множество чисел, получившееся добавлением к натуральным числам отрицательных чисел и числа ноль, носит название множества целых чисел. Ноль и множество натуральных чисел называются неотрицательные целые числа. При умножении, чтобы определить, положительным или отрицательным будет произведение чисел, используют «правило знаков».
Отрицательные числа считали ненастоящими и бессмысленными очень многие математики вплоть до XIX века, что, однако, не мешало их повсеместному формальному использованию. Впервые понятие отрицательных чисел появилось в Индии, где их толковали как «долг» (положительные числа — «имущество»). Распространение же отрицательные числа получили только в XVII веке. Термин «вычитание» появился ещё у Боэция, термины «вычитаемое» и «уменьшаемое» ввёл в обиход Вольф в 1716 году, «разность» — Видман в 1489 году. Современное обозначение знаками «+» и «−» было также введено Видманом в конце XV века.

#### Деление: рациональные числа

Деление 20 на 4

Обратной к операции умножения является операция деления. Первое определение деления — это поиск числа, которое содержится в делимом столько раз, сколько единиц содержится в делителе. Такое определение дано в учебниках арифметики XIV века — например, {\displaystyle 20:4=5}. Деление считалось очень сложной и громоздкой операцией. Современный способ деления, использующий частичные произведения делителя на отдельные разряды частного (деление столбиком), представлен в итальянском манускрипте 1460 года.
Для натуральных чисел, не являющихся множителем и произведением, известна операция деление с остатком (а определение собственно остатка от деления также называется деление по модулю). Также существует множество способов, упрощающих деление в различных частных случаях или позволяющих проверить делимость на то или иное число. Например:
- число без остатка делится на два, если его последняя цифра при десятичной записи делится на два;
- число без остатка делится на три, если сумма всех его цифр при десятичной записи делится на три;
- число без остатка делится на десять, если его последняя цифра при десятичной записи — ноль.

Операция деления, если делить не только те числа, которые можно получить умножением натуральных чисел, и при этом не выделять остаток, так же как и вычитание, позволяет выйти за пределы множества натуральных чисел. При делении могут получиться дроби, которые невозможно без остатка сократить до целого. Числа, соответствующие таким дробям, называются рациональными. За счёт осознания основанных на делении рациональных чисел происходит ещё одно расширение перечня известных видов чисел. Исторически сначала появилось понятие дроби, а затем отрицательного числа. Такой же порядок принят в школьном курсе.
Используется две формы записи дробей — в виде числителя и знаменателя, разделённых горизонтальной или наклонной чертой и часто сокращаемых до минимальных чисел, и в виде цифр дробной части, размещаемых после знака-разделителя целой и дробной части в позиционной записи числа. Например, результат деления 10 на 20 может быть записан как {\displaystyle {\frac {10}{20}}=10/20=5/10=1/2=0{,}5}.

#### Извлечение корня: иррациональные и комплексные числа
Одна из двух обратных для возведения в степень операций — извлечение корня, или поиск числа, которое при возведении в соответствующую степень будет давать известный результат. То есть, говоря алгебраически, это поиск корня для уравнения вида {\displaystyle x^{a}=b}. Вторая обратная операция — поиск логарифма (корня для уравнения вида {\displaystyle a^{x}=b}). К арифметике, как правило, относят лишь вычисление корня второй степени — квадратного корня.
Операция вычисления корня, если выполнять её не только для тех чисел, которые можно получить возведением в степень натуральных чисел, так же как и остальные обратные операции, позволяет выйти за пределы множества натуральных чисел. Числа, которые получаются при этом, часто не могут быть представлены в виде конечных рациональных дробей и поэтому названы иррациональными. Множество чисел, полученное добавлением к рациональным числам иррациональных, назвали вещественными или действительными.
Ещё в Древней Греции было известно о существовании несоизмеримых отрезков, как минимум, на примере сторон и диагонали квадрата со стороной, принятой за единицу, и проводились попытки получить для них точные числовые значения, что нашло отражение в «Началах» Евклида. Вещественные числа стали объектом исследований только в XVII—XVIII веках. Во второй половине XIX века Дедекинд, Кантор и Вейерштрасс сформулировали свои конструктивные способы определения вещественного числа.
Для операции извлечения корня известно следующее правило:
{\displaystyle a^{n \over m}={\sqrt[{m}]{a^{n}}}}.
Дальнейшее расширение множества чисел было связано с невозможностью извлечения квадратного корня из отрицательного числа. С подобной задачей сталкивались в древности при решении квадратных уравнений, и такие уравнения просто считали неразрешимыми. В первой половине XVI века стали выражать решения таких уравнений через корни из отрицательных чисел и называть такие корни «мнимыми», «невозможными», «воображаемыми» и т. д.

## Практическая арифметика
Практическая сторона арифметики включает в себя методы, схемы и алгоритмы для осуществления точных арифметических действий, в том числе использование счётных машин и других устройств, а также различные приёмы приближённых вычислений, которые появились в связи с невозможностью получить точный результат при некоторых измерениях и позволяют определить его порядок, то есть первые значащие цифры.

Простейшие счётные устройства
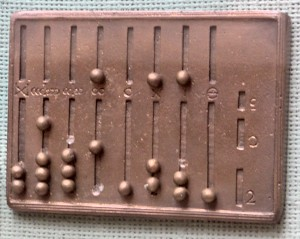
Римский абак
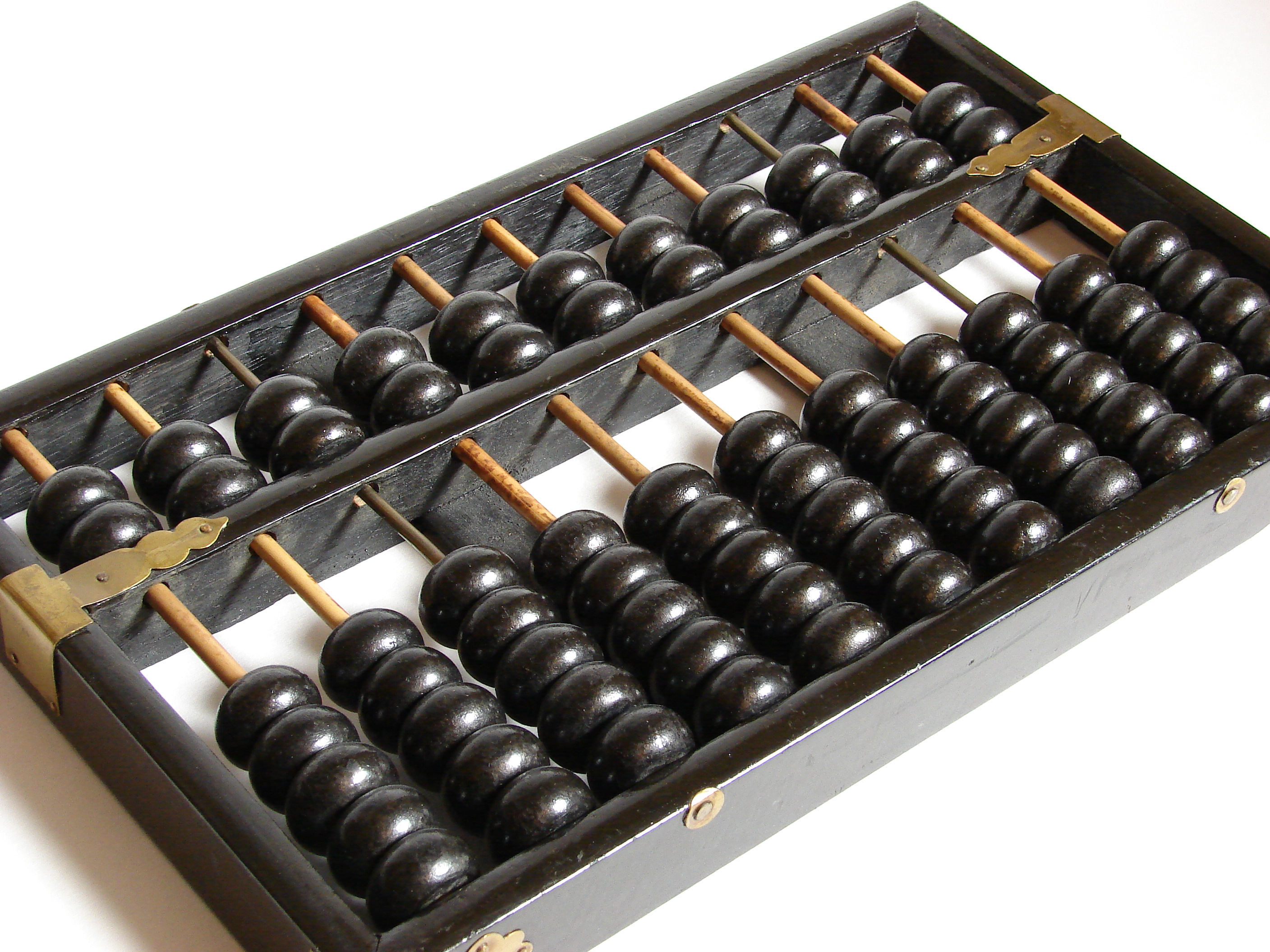
Китайский суаньпань
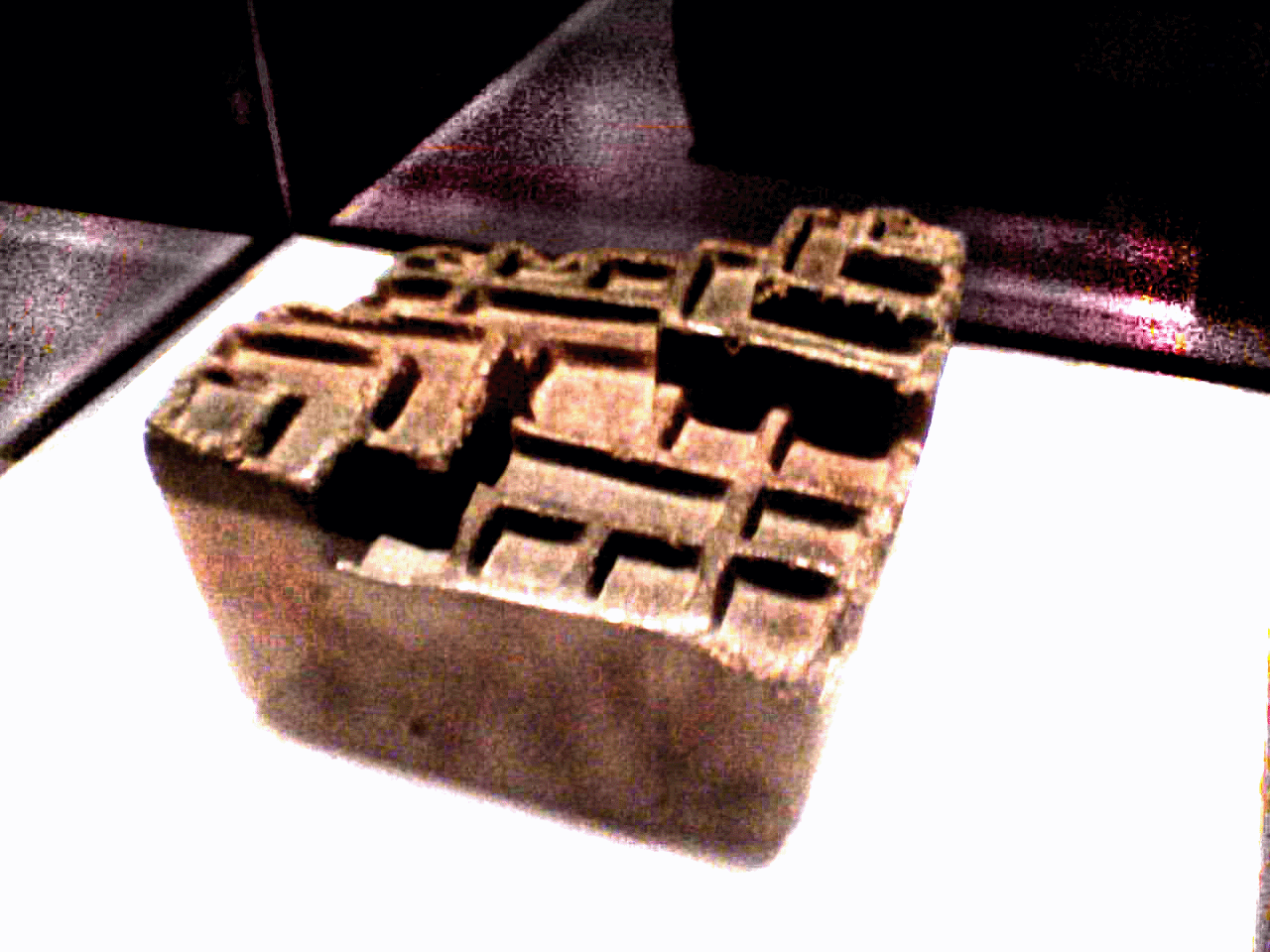
Юпана инков
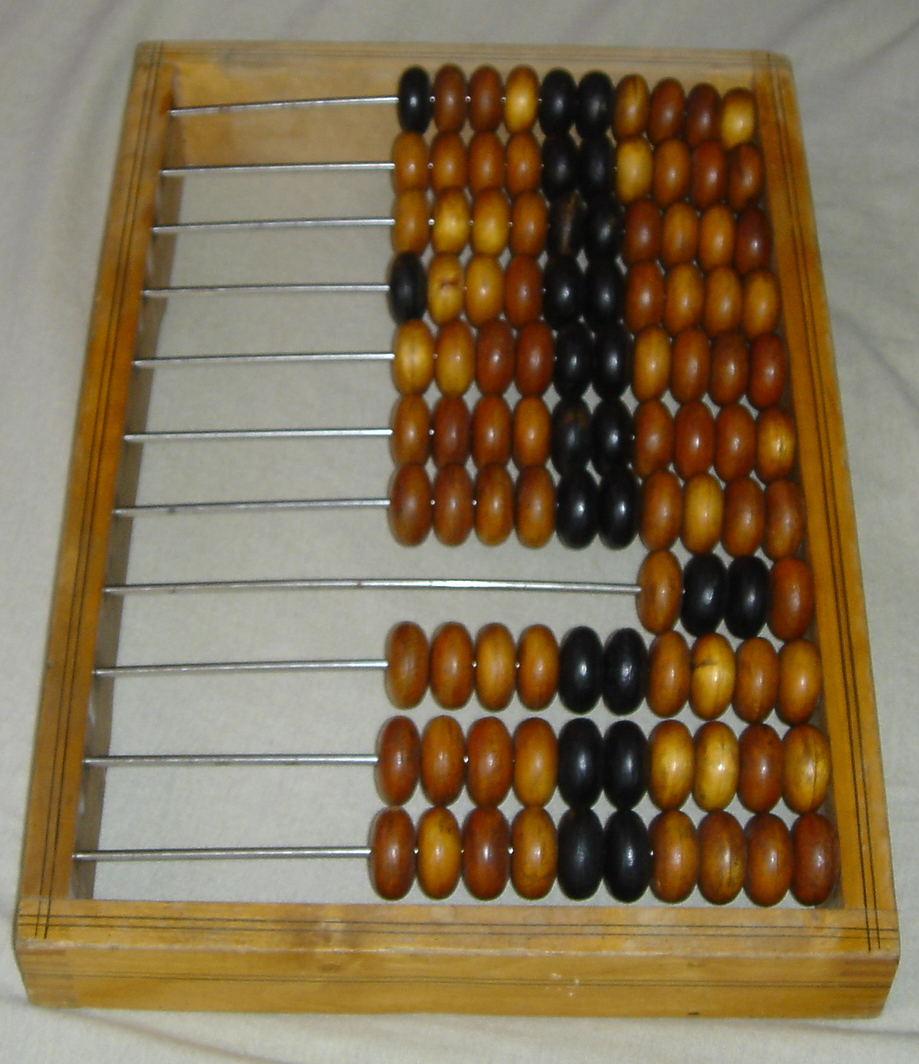
Русские счёты

### Точные методы
Начиная с XV века предлагались разные алгоритмы для осуществления арифметических операций над многозначными числами, которые отличаются характером записи промежуточных вычислений. Арифметические алгоритмы построены на действующей позиционной системе счисления, когда любое положительное действительное число {\displaystyle x} единственным образом представимо в виде
{\displaystyle x=(a_{n-1}a_{n-2}\dots a_{1}a_{0},a_{-1}a_{-2}\dots )_{b}=\sum _{k=-\infty }^{n-1}a_{k}b^{k}}, где {\displaystyle a} — очередная цифра записи числа {\displaystyle x}, {\displaystyle b} — основание системы счисления, {\displaystyle n} — число разрядов целой части числа {\displaystyle x}.
Все действия над числами используют таблицы сложения и умножения до десяти и основные арифметические законы. В качестве иллюстрации известный популяризатор науки Клейн приводит следующий пример:
{\displaystyle 7\cdot 12=7\cdot (10+2)=70+14=70+(10+4)=(70+10)+4=80+4=84,}
в котором используются распределительный и сочетательный законы.
Потребность в быстрых и точных вычислениях привела к созданию простейших счётных устройств: абака, суаньпаня, юпаны или счёт. Следующим шагом было создание Отредом в 1622 году логарифмической линейки, которая позволяет производить умножение и деление.

### Компьютерная арифметика

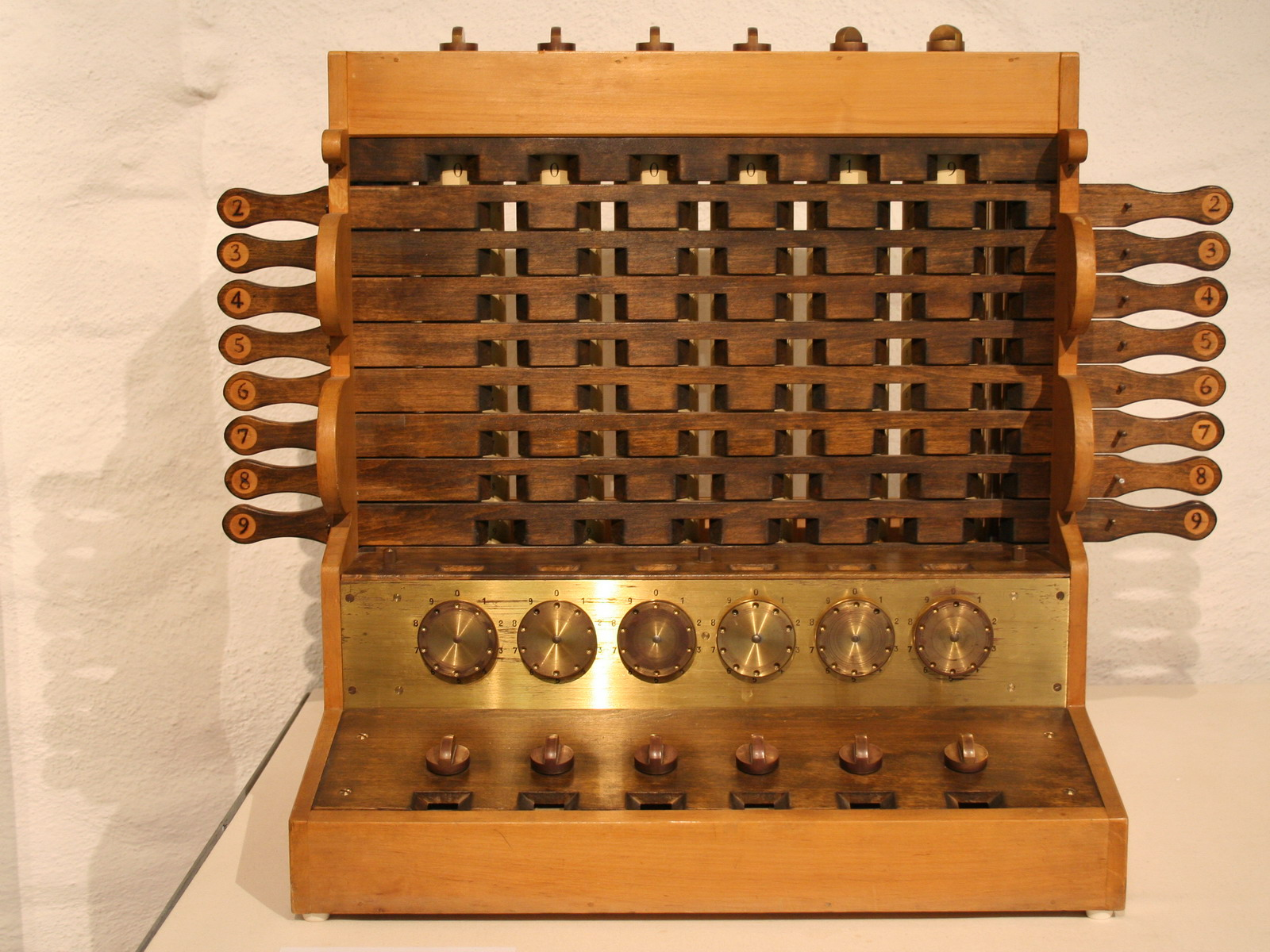
Копия вычислительной машины Шиккарда

Кнут считал арифметические действия «уделом компьютеров». Первые вычислительные машины, которые позволяли механизировать четыре арифметических действия, были сконструированы в XVII веке. «Арифметическая машина» Шиккарда, как он сам её называл, была построена в 1623 году. Операции сложения и вычитания производились посредством вращения цилиндров, специальные цилиндры были также для умножения и деления. Кроме того, машина могла переносить десятки. Машина Паскаля была разработана им в 1642 году для помощи отцу в выполнении финансовых расчётов. Она имела тот же принцип действия, что и машина Шиккарда. Основную часть машины составлял механизм переноса десятков. Вместе с тем, ремесленное изготовление таких машин всё ещё оставалось невыгодным. Попытки усовершенствовать арифмометр продолжались весь XVIII век, но только в XIX веке применение арифмометров получило широкое распространение.
В XX веке на смену арифмометрам пришли электронные вычислительные машины. В их основе лежат алгоритмы, которые используют наименьшее число элементарных операций для выполнения арифметических действий. Компьютерная арифметика включает алгоритмы выполнения операций над числами с плавающей запятой, дробями и очень большими числами.

### Измерение
Помимо предметов, которые подлежат пересчёту, существуют предметы, которые можно измерить — в первую очередь, это длина и масса.
Как и при счёте, первыми мерами длины у человека были пальцы рук. Затем расстояние стали мерить шагами, двойными шагами, милями (тысяча двойных шагов), стадиями. Кроме того, для измерения длины использовали локти, ладони, сажени, дюймы. В различных регионах устанавливались свои системы мер, которые редко были кратны десяти. Многообразие мер, в частности, позволяло обойтись без использования дробей. Торговая арифметика включала в себя умение оперировать величинами (денежными единицами, единицами мер и весов) в недесятичной системе счисления.
В конце XVIII века французским революционным правительством на основании временного, а затем и архивного (законом 10 декабря 1799 года) метра была принята метрическая система мер (окончательно Франция перешла на неё с 1 января 1840 года). Вместе с метром был определён и килограмм. В основе метрической системы лежит десятичная система. Именно это обстоятельство позволило ей распространиться почти на весь мир (исключение составляют Великобритания и США). По указу специального Международного бюро мер и весов, расположенного в Париже, в 1888 году из сплава платины и иридия были изготовлены международный метр и международный килограмм — эталоны мер и весов. Помимо мер времени и угла, все остальные единицы мер также связаны с десятичной системой.

### Приближённые методы
Исторически приближённые вычисления возникли при поиске длины диагонали единичного квадрата, но получили широкое распространение при переходе к десятичной системе и использовании конечных десятичных дробей вместо иррациональных чисел и чисел, выраженных бесконечной периодической дробью.
Для оценочных вычислений используют, в первую очередь, законы монотонности. Например, чтобы определить порядок произведения {\displaystyle 567\cdot 134}, можно воспользоваться следующей оценкой: {\displaystyle 560\cdot 130<567\cdot 134<570\cdot 140}.

## Теория чисел
Теория чисел, или высшая арифметика, — это наука о целых числах, которая возникла из арифметических задач, связанных с делимостью чисел. Элементарная теория чисел имеет дело с проблемами, которые решают элементарными методами, обычно без использования мнимых чисел. К ней относят теорию делимости, теорию сравнений, неопределённые уравнения, разбиение на слагаемые, приближения рациональными числами, цепные дроби. Основная теорема арифметики — о разбиении числа на простые сомножители единственным образом — также является частью элементарной теории чисел.
Отдельные подклассы целых чисел, такие как простые, составные, квадратные, совершенные числа, были выделены ещё древними греками. Они вывели формулы для определения пифагоровых троек, наибольшего общего делителя, показали бесконечность числа простых чисел. Диофант провёл систематизацию задач, связанных с целыми числами. Работы Диофанта были продолжены Ферма в XVII и Эйлером в XVIII веке. Ферма занимался решением уравнений в целых числах и сформулировал без доказательства малую и великую теоремы Ферма. Эйлер, продолжая исследования Ферма, доказал малую теорему и частный случай великой теоремы Ферма. Он впервые применил математический анализ для решения задач теории чисел и создал аналитическую теорию чисел. Эйлер определил производящие функции, на основе которых были построены круговой метод и метод тригонометрических сумм.
В настоящее время, помимо элементарной и аналитической теории чисел, существуют такие разделы, как аддитивная, алгебраическая, вероятностная, метрическая теории чисел.

## Теоретическая арифметика
В современной математике построение теории представляет собой выбор базовых свойств, или аксиом, из которых требуется вывести все положения теории, или теоремы, с помощью общепринятой логики. Теоретическое построение арифметики оперирует алгебраическими понятиями. Сложность выделения основных определений арифметики связана с простотой её начальных положений. Пеано, опасаясь ложного ассоциативного ряда при использовании слов, проводил доказательства исключительно на языке символов, опираясь только на принятые им предварительные положения. Кантор и Дедекинд связали числа с множествами и абстрактными отношениями над ними. Теория множеств рассматривает арифметические действия как особые отношения между тройками элементов, в которых один элемент определяется через два других, или алгебраические операции. Говоря о теории множеств, Клейн заметил, что при этом подходе развитие теории становится «отвлечённым и мало доступным».

### Натуральные числа
В 1810 году чешский математик Больцано определил действие сложения для натуральных чисел. Независимо от него подобное определение дали немецкие математики Грассман в 1861 году и Ганкель в 1869 году. «Энциклопедия элементарной математики» предлагает следующее определение сложения натуральных чисел:
| Определение. Сложением натуральных чисел называется такое соответствие, которое каждой паре натуральных чисел {\displaystyle a} и {\displaystyle b} сопоставляет одно и только одно натуральное число {\displaystyle a+b}, обладающее следующими свойствами: - {\displaystyle a+1=a'} для любого {\displaystyle a}, - {\displaystyle a+b'=(a+b)'} для любых {\displaystyle a} и {\displaystyle b}. |

Сложение натуральных чисел всегда выполнимо и однозначно.
Умножение, как и сложение, определили независимо Больцано, Грассман и Ганкель. «Энциклопедия элементарной математики» предлагает следующее определение умножения натуральных чисел:
| Определение. Умножением натуральных чисел называется такое соответствие, которое каждой паре натуральных чисел {\displaystyle a} и {\displaystyle b} сопоставляет одно и только одно натуральное число {\displaystyle ab} (или {\displaystyle a\cdot b}), обладающее следующими свойствами: - {\displaystyle a\cdot 1=a} для любого {\displaystyle a}, - {\displaystyle a\cdot b'=a\cdot b+a} для любых {\displaystyle a} и {\displaystyle b}. |

Умножение натуральных чисел всегда выполнимо и однозначно.
В 1891 году Пеано представил аксиомы для натуральных чисел (в других источниках упоминается также 1889 год). С тех пор аксиомы претерпели очень небольшое изменение.
| Определение. Натуральными числами называются элементы всякого непустого множества {\displaystyle \mathbb {N} }, в котором для некоторых элементов {\displaystyle a} и {\displaystyle b} существует отношение «{\displaystyle b} следует за {\displaystyle a}», для которого выполняются следующие аксиомы: - Существует число {\displaystyle 1}, не следующее ни за каким числом, то есть {\displaystyle a'\neq 1} для любого числа {\displaystyle a}. - Для любого числа {\displaystyle a} существует следующее число {\displaystyle a'} и при том только одно, то есть из {\displaystyle a=b} следует {\displaystyle a'=b'}. - Любое число следует не более чем за одним числом, то есть из {\displaystyle a'=b'} следует {\displaystyle a=b}. - Любое множество {\displaystyle M} натуральных чисел, обладающее свойствами: {\displaystyle 1} принадлежит {\displaystyle M} и если число {\displaystyle a} принадлежит {\displaystyle M}, то следующее число {\displaystyle a'} также принадлежит {\displaystyle M}, содержит все натуральные числа, то есть совпадает с {\displaystyle \mathbb {N} }. |

### Целые числа
«Энциклопедия элементарной математики» предлагает следующее определение вычитания натуральных чисел:
| Определение. Вычитанием натуральных чисел называется такое соответствие, которое каждой паре натуральных чисел {\displaystyle a} и {\displaystyle b} сопоставляет число {\displaystyle a-b}, обладающее следующим свойством: - {\displaystyle (a-b)+b=a}. |

Вычитание натуральных чисел выполнимо, только когда {\displaystyle a>b}, если разность существует, то она единственна. Расширение натуральных чисел за счёт свойств сложения и вычитания приводит к понятию целых чисел.
| Определение. Кольцом целых чисел называется минимальное кольцо {\displaystyle \mathbb {Z} }, содержащее множество {\displaystyle \mathbb {N} } всех натуральных чисел и обладающее следующими свойствами: - Сложение и умножение натуральных чисел совпадают с одноимёнными операциями над этими числами в кольце {\displaystyle \mathbb {Z} }; - Кольцо {\displaystyle \mathbb {Z} } не содержит отличного от него подкольца, содержащего множество {\displaystyle \mathbb {N} }. Элементы кольца {\displaystyle \mathbb {Z} } называются целыми числами. |

Кольцо {\displaystyle \mathbb {Z} } существует и является единственным с точностью до изоморфизма, а каждый его элемент равен разности натуральных чисел. При построении кольца используют множество пар натуральных чисел вида {\displaystyle (a,\;b)}. Для пар определяют эквивалентность, сложение и умножение следующим образом:
- {\displaystyle (a,\;b)} эквивалентно {\displaystyle (c,\;d)} тогда и только тогда, когда {\displaystyle a+d=b+c,}
- {\displaystyle (a,\;b)+(c,\;d)=(a+c,\;b+d),}
- {\displaystyle (a,\;b)\cdot (c,d)=(ac+bd,\;ad+bc).}

### Рациональные числа
«Энциклопедия элементарной математики» предлагает следующее определение деления натуральных чисел:
| Определение. Делением натуральных чисел называется такое соответствие, которое каждой паре натуральных чисел {\displaystyle a} и {\displaystyle b} сопоставляет число {\displaystyle a:b}, обладающее следующим свойством: - {\displaystyle (a:b)\cdot b=a}. |

Деление натуральных чисел выполнимо, только когда {\displaystyle a\,\vdots \,b} ({\displaystyle a} кратно {\displaystyle b}), если частное существует, то оно единственно. Расширение целых чисел за счёт понятий умножения и деления приводит к определению рациональных чисел. Ещё в 1710 году Вольф высказал требование, что уже известные законы выполнения арифметических действий с целыми числами не могут напрямую применяться для дробей и должны получить своё обоснование. Само обоснование было разработано только в XIX веке с использованием принципа постоянства формальных законов.
| Определение. Полем рациональных чисел называется минимальное поле {\displaystyle \mathbb {Q} }, содержащее кольцо {\displaystyle \mathbb {Z} } целых чисел и обладающее следующими свойствами: - сложение и умножение целых чисел совпадают с одноимёнными операциями над числами в поле {\displaystyle \mathbb {Z} }; - поле {\displaystyle \mathbb {Q} } не содержит отличного от него самого подполя, содержащего {\displaystyle \mathbb {Z} }. Элементы поля {\displaystyle \mathbb {Q} } называются рациональными числами. |

Поле {\displaystyle \mathbb {Q} } существует и является единственным с точностью до изоморфизма, а каждый его элемент равен частному целых чисел. Как и для целых чисел, при построении поля рациональных чисел используют множество пар {\displaystyle (a,\;b)}, но теперь уже целых чисел, при этом {\displaystyle b\neq 0}. Для пар определяют эквивалентность, сложение и умножение следующим образом:
- {\displaystyle (a,\;b)} эквивалентно {\displaystyle (c,\;d)} тогда и только тогда, когда {\displaystyle ad=bc,}
- {\displaystyle (a,\;b)+(c,\;d)=(ad+bc,\;bd),}
- {\displaystyle (a,\;b)\cdot (c,d)=(ac,\;bd).}

### Действительные числа
Во второй половине XIX века было представлено три различных теоретических построения действительных чисел. Наиболее популярным является построение Дедекинда. Кантор в своём построении использовал теорию пределов.
| Определение. Полем действительных чисел называется непрерывное поле {\displaystyle \mathbb {R} }, содержащее в качестве подполя поле {\displaystyle \mathbb {Q} } рациональных чисел. Элементы поля {\displaystyle \mathbb {R} } называются действительными числами. |

Поле {\displaystyle \mathbb {R} } существует и является единственным с точностью до изоморфизма, а каждый его элемент равен пределу последовательности рациональных чисел.

### Комплексные числа
| Определение. Полем комплексных чисел называется минимальное поле {\displaystyle \mathbb {C} }, содержащее поле {\displaystyle \mathbb {R} } действительных чисел и элемент {\displaystyle i} такой, что {\displaystyle i^{2}=-1}, обладающее следующими свойствами: - сложение и умножение целых чисел совпадают с одноимёнными операциями над числами в поле {\displaystyle \mathbb {R} }; - поле {\displaystyle \mathbb {C} } не содержит отличного от него самого подполя, содержащего {\displaystyle \mathbb {R} }. Элементы поля {\displaystyle \mathbb {C} } называются комплексными числами. |

Поле {\displaystyle \mathbb {C} } является алгебраически замкнутым. При построении поля комплексных чисел используют множество упорядоченных пар {\displaystyle (a,\;b)}. Для пар определяют эквивалентность, сложение и умножение следующим образом:
- {\displaystyle (a,\;b)} эквивалентно {\displaystyle (c,\;d)} тогда и только тогда, когда {\displaystyle a=c} и {\displaystyle b=d},
- {\displaystyle (a,\;b)+(c,\;d)=(a+c,\;b+d),}
- {\displaystyle (a,\;b)\cdot (c,\;d)=(ac-bd,\;bc+ad).}

## Формальная арифметика
Логико-математическое построение носит название формальной арифметики. Переход к логике связан с подходом школы Гильберта, который рассматривал вместо чисел абстракции и полагал для них верными основные арифметические законы. Для обоснования арифметики было предложено несколько вариантов аксиоматики. Помимо системы аксиом Пеано, в которой определены и сложение, и умножение, существует система аксиом Пресбургера, в которой определено только сложение, а также аксиомы, в которых определены сложение, умножение и возведение в степень. Зачастую в качестве аксиом включают все свойства операций. Все эти аксиоматические теории основаны на множестве целых чисел и не включают в себя парадоксы теории множеств. Другие исследовательские подходы выводят арифметику из аксиом теории множеств или математической логики. Для удобства исследования аксиомы записывают на специальном формальном языке математической логики. Он содержит {\displaystyle 0}, числовые переменные, символы ({\displaystyle =,+,\cdot ,'}) и логические связки ({\displaystyle \And ,\leftarrow ,\forall ,\exists ,\lor ,{\mathcal {e}}}), постулатами являются постулаты предикатов исчисления. Аксиома индукции представляет собой бесконечный набор аксиом, который нельзя заменить никаким конечным множеством.
В идеале базовый набор аксиом должен обладать тремя качествами:
- непротиворечивость — аксиомы не должны конфликтовать друг с другом;
- независимость — среди аксиом не должно быть лишних, логически выводимых из других аксиом;
- полнота — набор аксиом должен быть достаточен для того, чтобы любую правильно сформулированную теорему можно было доказать или опровергнуть.

Арифметика натуральных чисел имеет большое значение для обоснования математических теорий: из её непротиворечивости следует непротиворечивость арифметики действительных чисел, которая в свою очередь позволяет, пользуясь методом моделей, показать непротиворечивость евклидовой геометрии и геометрии Лобачевского. Доказательством непротиворечивости арифметики в системе Пеано и родственных ей аксиоматических системах безуспешно занимался Гильберт в начале XX века. После открытия в 1930 году теоремы Гёделя о неполноте стало ясно, что в подобных простых системах это невозможно. Доказательство непротиворечивости было проведено в 1936 году Генценом с использованием разновидности трансфинитной индукции.
Для исследования независимости каждая аксиома по очереди заменяется на противоположную и затем строится модель, где полученный набор аксиом выполняется. Если заменённая аксиома зависима, то есть логически вытекает из других аксиом, то замена её на противоположную, очевидно, приводит к противоречивой системе аксиом, и построение модели невозможно. Таким образом, если модель удаётся построить, то соответствующая аксиома независима. Таким способом было доказано, что все аксиомы Пеано независимы одна от другой.
Средствами формальной арифметики, которая строится на аксиомах Пеано, можно записать теоремы теории чисел, которые доказываются, не используя средства математического анализа, а также рекурсивные функции и их свойства. Она эквивалентна аксиоматической теории множеств Цермело — Френкеля без аксиомы бесконечности. Вместе с тем доказанная в 1929 году теорема Гёделя о полноте показала, что аксиоматика Пеано неполна, то есть существуют арифметические теоремы, которые нельзя ни доказать, ни опровергнуть. В то время как арифметика полна относительно формул вида {\displaystyle \exists x_{1}\dots \exists x_{k}(P=Q)}, существуют теоремы вида {\displaystyle \forall x_{1}\dots \forall x_{9}(P\neq Q)}, которые выражают истинное суждение, но их невозможно вывести. Удалось найти и конкретные примеры теорем: теорема Гудстейна, теорема Париса–Харрингтона и другие.

## Исторический очерк

### Древние математические тексты и системы счисления

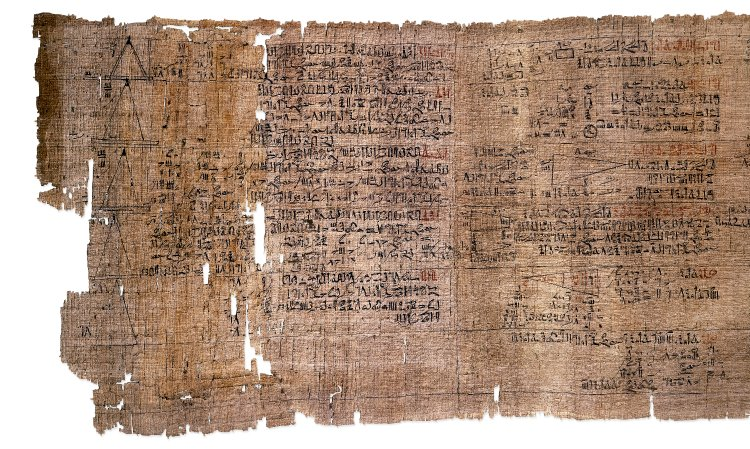
Часть папируса Райнда

Египетские математические тексты особое внимание уделяли вычислениям и возникающим при этом трудностям, от которых во многом зависели методы решения задач. Математические папирусы Древнего Египта были составлены для учебных целей, они содержали задачи с решениями, вспомогательные таблицы и правила действий над целыми числами и дробями, встречаются арифметические и геометрические прогрессии, а также уравнения. Египтяне пользовались десятичной системой счисления. Египтяне знали такие арифметические операции, как сложение, удвоение и дополнение дроби до единицы. Любое умножение на целое число и деление без остатка проводились с помощью многократного повторения операции удвоения, что приводило к громоздким вычислениям, в которых участвовали определённые члены последовательности {\displaystyle 1,2,4,8,16,...}. В Египте нашли применение только аликвотные дроби, или доли единицы ({\displaystyle 1/n}), а все остальные дроби разлагались на сумму аликвотных. При определении площади квадрата, объёма куба или нахождении стороны квадрата по его площади египтяне сталкивались с возведением в степень и извлечением корня, хотя названия этим операциям ещё не было.

Вавилонские цифры

Вавилонские клинописные математические тексты использовали шестидесятеричную систему счисления, характерную ещё для шумеров, и представляли собой учебные пособия, которые включают таблицы умножения для чисел от {\displaystyle 1} до {\displaystyle 59}, а также таблицы обратных чисел, таблицы квадратов и кубов чисел натурального ряда, таблицы вычисления процентов, дроби с основанием {\displaystyle 60}. При решении арифметических задач вавилоняне опирались на пропорции и прогрессии. Они знали формулу суммы {\displaystyle n} членов арифметической прогрессии, правила для суммирования геометрической прогрессии, решали задачи на проценты. В Вавилоне знали множество пифагоровых троек, для поиска которых, вероятно, пользовались неизвестным общим приёмом. В целом задача нахождения целых и рациональных решений уравнения {\displaystyle x^{2}+y^{2}=z^{2}} относится к теории чисел. Геометрические задачи привели к необходимости приближённого извлечения квадратных корней, которое они выполняли, используя правило {\displaystyle {\sqrt {a^{2}+r}}\approx a+{\frac {r}{2a}}} и итерационные методы для дальнейшего приближения результата.

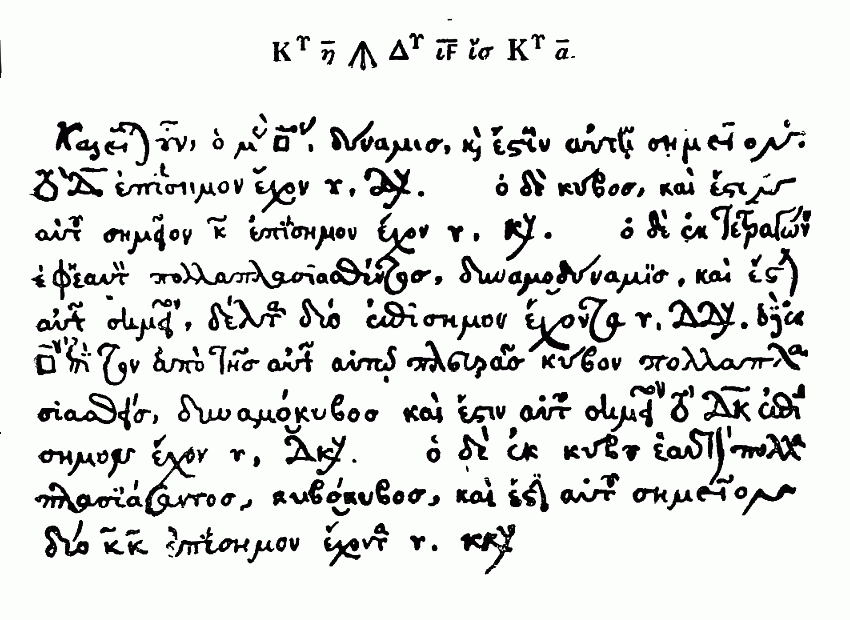
Лист из «Арифметики» Диофанта (рукопись XIV века). В верхней строке записано уравнение:

Древнейшие греческие математические тексты относятся к XIV—VII векам до н. э. Первоначально греки пользовались аттической нумерацией, которую со временем заменила компактная буквенная, или ионическая. Развитие древнегреческой арифметики принадлежит пифагорейской школе. Пифагорейцы полагали поначалу, что отношение любых двух отрезков можно выразить через отношение целых чисел, то есть геометрия представляла собой арифметику рациональных чисел. Они рассматривали только целые положительные числа и определяли число как собрание единиц. Изучая свойства чисел, они разбили их на чётные и нечётные (как признак делимости на два), простые и составные, нашли бесконечное множество пифагоровых троек. В 399 году до н. э. появилась общая теория делимости, которая принадлежит, по-видимому, Теэтету, ученику Сократа. Евклид посвятил ей книгу VII и часть книги IX «Начал». В основе теории лежит алгоритм Евклида для нахождения общего наибольшего делителя двух чисел. Следствием алгоритма является возможность разложения любого числа на простые сомножители, а также единственность такого разложения.
Вместе с тем пифагорейцам принадлежит доказательство несоизмеримости диагонали и стороны единичного квадрата. Данное открытие означало, что отношений целых чисел недостаточно для выражения отношений любых отрезков и на этом основании невозможно строить метрическую геометрию. Первое учение об иррациональностях принадлежит Теэтету. Алгоритм Евклида позволяет определить неполные частные разложения рационального числа в непрерывную дробь. Вместе с тем понятие непрерывной дроби в Древней Греции не возникло. В III веке Диофант начал построение алгебры с опорой не на геометрию, а на арифметику. Диофант также расширил числовую область на отрицательные числа.
Римская система нумерации была мало приспособлена для вычислений. Римские числовые знаки возникли до появления алфавита и не происходят от его букв. Считается, что первоначально числа от {\displaystyle 1} до {\displaystyle 9} обозначались соответственным числом вертикальных чёрточек, а их перечёркивание означало удесятерение числа (отсюда число {\displaystyle X}). Соответственно, чтобы получить число {\displaystyle 100}, палочку перечёркивали два раза. Впоследствии произошло упрощение системы. В настоящее время она применяется в основном для обозначения порядковых чисел.
До XIV века математика Китая представляла собой набор вычислительных алгоритмов для решения на счётной доске. Арифметические операции сложения и вычитания, производимые на счётной доске, не требовали дополнительных таблиц, для умножения же существовала таблица от {\displaystyle 1\times 1} до {\displaystyle 9\times 9}. Действия умножения и деления производились начиная со старших разрядов, при этом промежуточные результаты удалялись с доски, что делало проверку невозможной. Поначалу умножение и деление были независимыми операциями, но затем Сунь Цзы отметил их взаимную обратность. В Китае умели решать задачи с помощью правила двух ложных положений, а для решения систем линейных уравнений были введены отрицательные числа. Поначалу они использовались только в процессе счёта и к концу вычислений удалялись с доски, затем китайские учёные стали толковать их как долг или недостачу.

### Арифметика в Средневековье

Индийские цифры (I век н. э.) и соответствующие им современные цифры

Позиционная система счисления (десять цифр, включая ноль) была введена в Индии. Она позволила разработать сравнительно простые правила выполнения арифметических операций. Основными арифметическими действиями в Индии считались сложение, вычитание, умножение, деление, возведение в квадрат и куб, извлечение квадратных и кубических корней, для которых были разработаны правила. Вычисления проводились на счётной доске с песком или пылью или просто на земле и записывались палочкой. Индийцы знали дроби и умели совершать операции над ними, пропорции, прогрессии. Уже с VII века н. э. они пользовались отрицательными числами, интерпретируя их как долг, а также иррациональными числами.

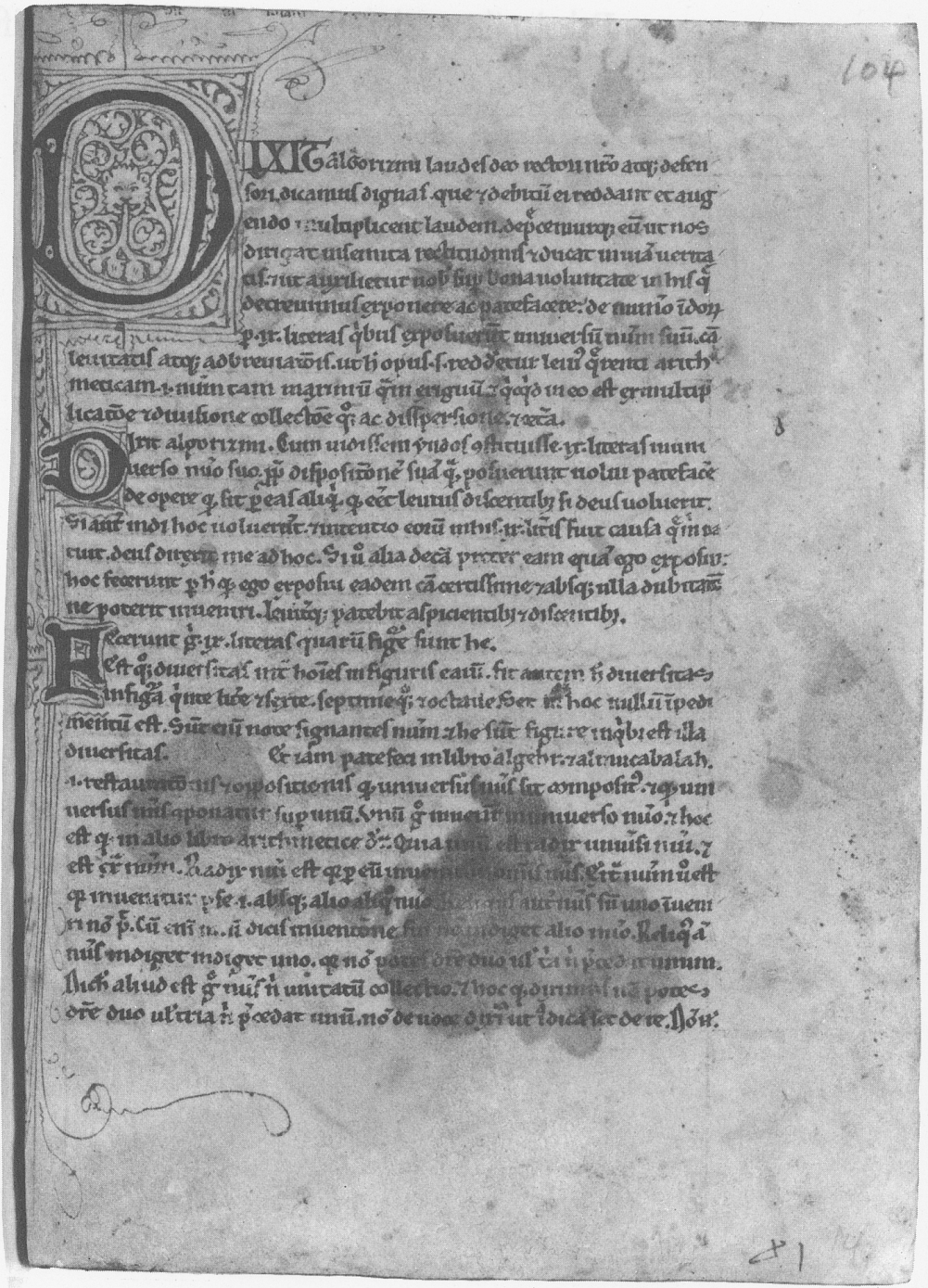
Страница латинского перевода книги «Об индийском счёте»

В начале IX века Мухаммед ибн-Муса ал-Хорезми написал книгу «Об индийском счёте». Учебник содержал решения практических задач «различного рода и сорта» и был первой книгой, написанной с использованием позиционной системы счисления, до этого цифрами пользовались только для вычислений на счётной доске. В XII веке Аделардом и Иоанном Севельским были сделаны два перевода книги на латинский язык. Её оригинал не сохранился, но в 1857 году под названием «Алхорезми об индийском числе» был издан найденный латинский перевод. В трактате описывается выполнение с помощью индийских цифр на счётной доске таких арифметических действий, как сложение, вычитание, удвоение, умножение, раздвоение, деление и извлечение квадратного корня. Умножение дробей, как и деление, рассматривалось с помощью пропорций: {\displaystyle a} умножить на {\displaystyle b} было равносильно поиску такого {\displaystyle q}, что {\displaystyle q:a=b:1}. Эта теория являлась основой арабской арифметики. Однако при этом существовало и другое исчисление дробей, представлявшее любую дробь в виде суммы аликвотных дробей. Для решения задач арабы пользовались тройным правилом, пришедшим из Индии и описанным наряду с рядом других приёмов в «Книге об индийских рашиках» аль-Бируни, правилом двух ложных положений, пришедшим из Китая и получившим теоретическое обоснование в «Книге о правиле двойного ложного положения» Кусты ибн Лукки.
Через Испанию и Сицилию в X веке начали завязываться научные связи Европы с арабским миром. В это время Каталонию посетил учёный монах Герберт, ставший позднее папой Сильвестром II. Ему приписывают такие сочинения, как «Книжка о делении чисел» и «Правила счёта на абаке». В обеих книгах числа написаны словами или римскими цифрами. Герберт называл вычислителей на абаке «абацистами». В XII—XIII веках в Европе появились латинские переводы арабских книг по арифметике. Приверженцы представленной в книгах десятичной позиционной нумерации стали называться «алгористами» по имени арабского математика ал-Хорезми в латинской форме. В начале XIII века в Западной Европе существовали две системы счисления: старая, основанная на абаке и поддерживаемая Гербертом, и новая, позиционная индийская система, поддерживаемая Леонардо Фибоначчи. Постепенно новая система взяла верх. Основным её преимуществом является упрощение арифметических операций. Вместе с тем в Германии, Франции и Англии новые цифры не употреблялись до конца XV века. Более полное вытеснение старой нумерации произошло только в XVI—XVII веках.
В 1427 году ал-Каши описал систему десятичных дробей, которая получила повсеместное распространение после сочинений Стевина в 1585 году. Стевин хотел как можно шире распространить десятичную систему. Именно поэтому он написал свои сочинения на французском и фламандском языках, а не на латыни. Кроме того, он стал энергичным поборником введения десятичной системы мер.

### Арифметика Нового времени

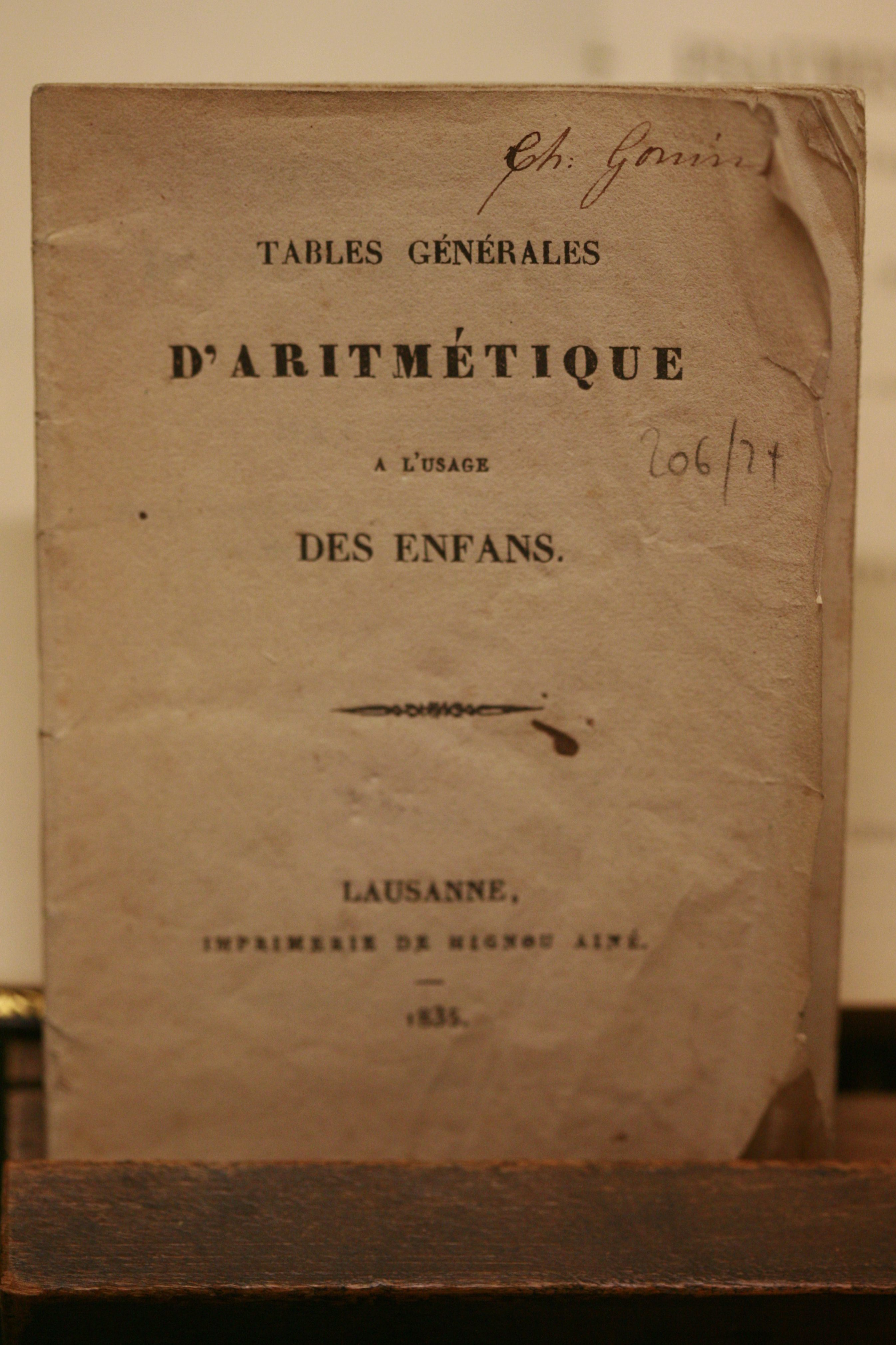
Арифметические таблицы. 1835

В XVII веке мореходная астрономия, механика, более сложные коммерческие расчёты поставили перед арифметикой новые запросы к технике вычислений и дали толчок к дальнейшему развитию. Значительному изменению подверглось понятие числа. Если ранее к области чисел в большинстве своём относили только положительные рациональные числа, то начиная с XVI века всё более признавались иррациональные и отрицательные числа. Ньютон в своих лекциях делит числа на три вида: целые (измеряются единицей), дробные (кратные доли единицы) и иррациональные (несоизмеримые с единицей). С 1710 года такое определение числа прочно входит во все учебники.
В начале XVII века Непер изобрёл логарифмы. Применение логарифмов и десятичных дробей, включение в арифметику понятия иррационального числа как последовательности рациональных приближений расширили область применения арифметики к концу XVII века и определили фундаментальное значение науки для изучения непрерывных величин.
С работами Лобачевского по геометрии связан процесс критического пересмотра основ математики, который случился в XIX веке. Ещё в XVIII веке начались попытки дать теоретические обоснования представлениям о числе. Лейбниц первый поставил задачу дедуктивного построения арифметики и, в частности, показал необходимость доказательства равенства «два плюс два равно четыре» в своих «Новых опытах о человеческом разуме» в 1705 году. В попытках решить этот вопрос свои аксиомы представили Вольф в 1770 году, Шульц — в 1790 году, Ом — в 1822 году, Грассман — в 1861 году и, наконец, Пеано — в 1889 году.
В 1758 году в «Первых основаниях арифметики, геометрии, плоской и сферической тригонометрии и перспективы» Кестнер выступил за обоснование всех арифметических понятий через целое число. Таким образом он определил, в порядке следования в книге, натуральные числа, дроби, отрицательные числа, десятичные дроби, иррациональные числа и только затем теорию отношений. В формировании теории отрицательных чисел основную проблему составляло утверждение, что отрицательное число меньше нуля, то есть меньше, чем ничего.
Полное геометрическое толкование комплексных чисел было предложено Каспаром Весселем в «Опыте об аналитическом представлении направления и его применениях, преимущественно к решению плоских и сферических многоугольников» в 1799 году. Вессель пытался обобщить теорию на трёхмерное пространство, но это ему не удалось. Вопрос оставался открытым до тех пор, пока Гамильтон не построил теорию кватернионов, при умножении которых не выполняется коммутативный закон. При этом исследования Вейерштрасса, Фробениуса и Пирса показали, что отказаться от какого-либо из арифметических законов придётся при любом расширении понятия числа за пределы комплексных чисел.

## Арифметика в образовании
Образование арифметических понятий тесно связано с процессом счёта. В его основе лежат такие элементы мыслительной деятельности, как умение узнавать предмет; различать предметы; разделять совокупность предметов на элементы, равноправные при счёте (иными словами, пользоваться единицей счёта); умение располагать элементы последовательно, упорядочивать их, что приводит к счёту различных по качеству предметов и образованию понятия числа. Подобные процессы можно наблюдать при усвоении понятий детьми.
Итак, какую же из дисциплин нужно изучать первой, если не ту, что является началом и выполняет как бы роль матери по отношению к другим [дисциплинам]? Такова как раз арифметика. Она предшествует всем другим не только потому, что сам Бог, творец этого мироздания, взял её первой за образец своего мыслеполагания и по её [принципу] устроил всё, что через числа силой творящего Разума обрело гармонию в установленном порядке, но и потому арифметика объявляется предшествующей, что если устранить предшествующие по своей природе сущности, тотчас же устраняются и последующие. Если гибнут последующие, то ничего в статусе предыдущей субстанции не меняется.
Стандарты начального образования предполагают навыки счёта и сравнения чисел до миллиона, работу с основными единицами измерения и соотношениями между ними, выполнение четырёх основных арифметических операций (устно до 100 и письменно до 10 000), а также деления с остатком, поиск значения числового выражения, состоящего из нескольких арифметических действий. Школьный материал подаётся с помощью наглядных представлений. В первом классе дети имеют дело с числовыми образами и количествами предметов, счёт идёт до 20. Во втором классе вводят десятичную систему, позиционную систему, таблицу умножения, счёт идёт до 100. В третьем классе изучают арифметические действия с многозначными числами. Дальнейшим шагом идёт переход к буквенным обозначениям, иными словами — от конкретного к абстрактному. Именно с этого, по мнению Клейна, и начинается математика. Трудность изучения арифметики в начальной школе заключается в том, что необходимо осуществлять счёт отвлечённо от природы предметов.
Обучение в средней школе связано с расширением понятия числа, вводят дроби и действия над ними, отрицательные числа, иррациональные числа. Действительные и комплексные числа, а также алгоритм Евклида и основную теорему арифметики относят к полному среднему образованию. Согласно Российскому Федеральному государственному образовательному стандарту, «Содержание раздела „Арифметика“ служит базой для дальнейшего изучения учащимися математики, способствует развитию их логического мышления, формированию умения пользоваться алгоритмами, а также приобретению практических навыков, необходимых в повседневной жизни».
В современном мире математическая грамотность является одной из основных целей образования. Она включает в себя, в частности, умение совершать арифметические действия, проводить подсчёты и измерения. Вопросами математической грамотности детей и взрослых занимаются такие организации, как ЮНИСЕФ и ЮНЕСКО.
Вместе с тем долгое время обучение арифметическим действиям сводилось к механическому выполнению образцов. В Древнем Китае большое внимание уделялось обучению математике, включая сдачу экзаменов. В Императорской академии математика изучалась семь лет. Однако классические математические трактаты рассматривались как догма и переиздавались без изменений.
В Европе систематические упражнения на сложение, вычитание, умножение и деление были предложены Тартальей в XVI веке, но они ещё долгое время не входили в обиход. Кроме того, в Средние века существовали правила для решения большого числа частных арифметических задач. В некоторых учебниках встречается до 26 таких правил, при этом они могут не совпадать от учебника к учебнику. Некоторые правила не потеряли своей актуальности до сих пор. К ним относятся пропорции (дроби рассматривались как отношения двух чисел, что приводило к рассмотрению пропорций для совершения операций), проценты.
Арифметика является четвёртым из семи свободных искусств по уровню обучения. Ей предшествует тривиум, состоящий из Грамматики, Риторики и Диалектики, а сама она является старшей наукой в квадривиуме, к которому также относятся Геометрия, Музыка и Астрономия. С появлением первых европейских университетов математика преподавалась на факультетах искусства как квадривиум и была вспомогательной дисциплиной. Первые лекции по арифметике были прочитаны магистром Венского университета Иоганном из Гмундена в 1412 году.

## Арифметика в философии и искусстве

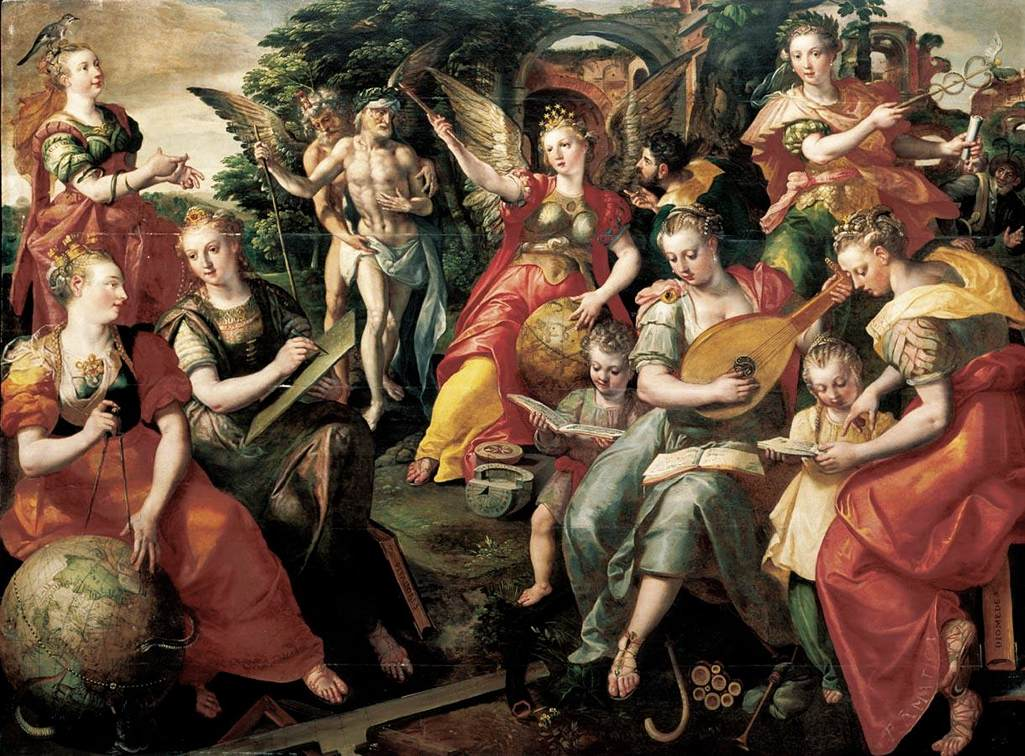
Мартин де Вос. Семь сестёр. 1590 г.

После того как пифагорейцы использовали отношения целых чисел для выражения геометрических отношений отрезков, а также аналогичных отношений в гармонии и музыке, они пришли к выводу, что все закономерности мира можно описать с помощью чисел, а арифметика нужна для того, чтобы выразить отношения и построить модель мира. Вместе с тем одним из открытий пифагорейцев является то, что отношений целых чисел недостаточно для выражения отношений любых отрезков (диагональ и сторона квадрата несоизмеримы) и на этом основании невозможно строить метрическую геометрию. Проблемы построения конечной меры и определения действительного числа обнажили научный кризис в V веке до н. э., выходом из которого занимались все философские школы Древней Греции. Показать все трудности, возникающие при решении этих проблем, удалось Зенону Элейскому в его парадоксах, или апориях.
Марциан Капелла в своём трактате «Свадьба Философии и Меркурия» создал визуальные образы всех семи искусств и в том числе Арифметики. Искусства олицетворяли женщины с соответствующими атрибутами, которые сопровождались известными представителями сферы. Арифметика держит в своих руках скрижаль, исписанную цифрами, или абак. Её сопровождает Пифагор.
Счёт был одним из испытаний Будды. После соревнований в стрельбе из лука, беге и плавании математик Арйюна велел ему назвать все численные степени больше {\displaystyle 10^{9}}. Будда назвал двадцать две степени до {\displaystyle 10^{53}} (только нечётные степени имели названия), и это был только первый счёт, во втором счёте Будда продолжил до {\displaystyle 10^{421}}. Следующим заданием Будда посчитал число атомов в миле, а затем и во Вселенной. Подобные «числовые лестницы» встречаются неоднократно в индийской религиозной поэзии, при этом слова для обозначения чисел могут различаться. Назначение таких лестниц — подняться над миром смертных. В индийской книге «Лилаватистара» описываются состязания между женихами госпожи земли, прекрасной Гопы, в письменности, арифметике, борьбе и искусстве метания стрел. Испытаниям в арифметике посвящена значительная часть произведения.
Как и в Индии, очень большие числа, сконструированные искусственно жрецами майя, говорят о стремлении забраться выше по «числовой лестнице», ближе к богам.